# Debre Libanos (Etiopía)
El Debre Libanos es un monasterio en el país africano de Etiopía, situado al noroeste de Adís Abeba en la zona de Semien Shewa zona de la región de Oromia. Fundado en el siglo XIII por el Santo Tekle Haymanot,  Se cree que este meditó en una cueva durante 29 años. El abad principal del monasterio, llamado Ichege, era el segundo funcionario más poderoso de la Iglesia de Etiopía después del Abuna.
El complejo del monasterio se encuentra en una terraza entre un acantilado y la garganta de uno de los afluentes del río Abbay. Ninguno de los edificios originales del monasterio sobrevive, aunque David Buxton[¿quién?] sospecha que "hay cosas interesantes que todavía se encuentran entre los acantilados vecinos".